# Тектонічна інверсія
Тектонічна інверсія (рос. тектоническая инверсия, англ. tectonic inversion, нім. tektonische Inversion f) — найважливіша стадія в циклі розвитку геосинкліналі, за якої прогинання земної кори змінюється підняттям. З нею пов'язані початок росту гірських хребтів, зминання верств гірських порід в складки, впровадження гранітів та регіональний метаморфізм. В результаті підняття на місці морских западин поступово формується гірський ландшафт. Найвищі хребти зазвичай здіймаються там, де до тектонічної інверсії були найглибші прогини, в яких накопичувалася товща осадових і вулканічних порід великої потужності.